# Кривонос, Павел Ананьевич
Павел Ананьевич Кривонос (бел. Павел Ананьевіч Крыванос; 1920 — 1944) — младший лейтенант Рабоче-крестьянской Красной Армии, участник Великой Отечественной войны, Герой Советского Союза (1945).

## Биография
Павел Кривонос родился в 1920 году в деревне Потока (ныне — Кличевский район Могилёвской области Белоруссии). Окончил среднюю школу. В 1941 году Кривонос был призван на службу в Рабоче-крестьянскую Красную Армию. В 1943 году он окончил Саратовское танковое училище. С того же года — на фронтах Великой Отечественной войны. К июню 1944 года младший лейтенант Павел Кривонос командовал взводом 253-го инженерно-танкового полка (4-й штурмовой инженерно-сапёрной бригады, 3-го Белорусского фронта). Отличился во время Белорусской операции.
27 июня 1944 года взвод Кривоноса участвовал в разгроме попавшей в окружение немецкой группировки на территории Витебской области, Белорусской ССР. Когда танк его командира был атакован вражеским штурмовым орудием, Кривонос закрыл его своим танком, ценой своей жизни спася его. Похоронен в деревне Скрыдлево Витебского района Витебской области Белоруссии.

## Награды и звания
Указом Президиума Верховного Совета СССР от 24 марта 1945 года младший лейтенант Павел Кривонос посмертно был удостоен звания Героя Советского Союза.

## Память
- В честь Кривоноса установлен обелиск в Скрыдлево.
- Именем Героя названа улица в Кличеве, средняя школа № 1 города Кличева[1], а напротив старого здания школы установлен бюст П. А. Кривоносу.

- Памятный знак Герою Советского Союза П. А. Кривоносу (2019)[2], вблизи деревни Ольховка Кличевского района.